# Море Ирмингера
Мо́ре И́рмингера — окраинное море на северо-западе Атлантического океана между южной частью острова Гренландия и подводным хребтом Рейкьянес — частью Срединно-Атлантического хребта, отходящего от южной конечности Исландии. С севера через Датский пролив сообщается с Гренландским морем.
Начинающиеся в Арктике течения проходят через море Ирмингера и встречаются с водами Северной Атлантики, образуя плотные слои воды, которые погружаются и текут к экватору. По западной части моря проходит сильное узкое Восточно-Гренландское течение, переносящее холодные малосолёные воды из Северного Ледовитого океана в Атлантический.
Названо в честь датского вице-адмирала, мореплавателя и гидрографа Карла Людвига Христиана Ирмингера (1802—1888).